# Ragnarsdrápa

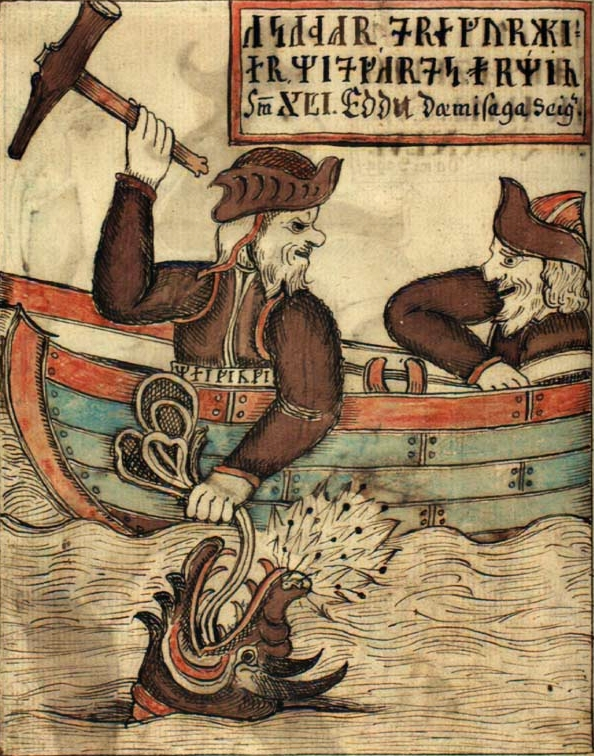
Una de las decoraciones del escudo de Ragnar probablemente mostraba a Thor pescando a Jörmungandr. Esta ilustración de esa escena es de un manuscrito islandés del.

El Ragnarsdrápa es un poema escáldico compuesto en honor al héroe escandinavo Ragnar Lodbrok. Es atribuido al más antiguo escaldo conocido, Bragi Boddason, que vivió en el siglo IX, y lo compuso para el rey sueco Björn på Håga. Bragi describe las imágenes en un escudo decorado que, supuestamente, Ragnar le dio. Las imágenes incluían :
- el ataque de Hamdir y Sorli contra el rey Jörmunrekkr;
- la batalla eterna entre Hedin y Högni;
- Thor pescando a Jörmungandr;
- Gefjun arando Selandia del suelo de Suecia.

Los fragmentos existentes de Ragnarsdrápa fueron preservados en la Edda prosaica de Snorri Sturluson. Los episodios de Hamdir y Sorli, y de Hedin y Högni son explícitamente atribuidos a Ragnarsdrápa, mientras que otras partes, según infieren los eruditos, pertenecen al mismo poema.
Esta obra es a veces comparada con Húsdrápa y Haustlöng, que también describen ilustraciones que representan escenas mitológicas.